# Кей, Горден
Го́рден Ке́й (англ. Gorden Kaye), настоящее имя Го́рдон И́рвинг Ке́й (англ. Gordon Irving Kaye; 7 апреля 1941, Хаддерсфилд, Уэст-Ридинг-ов-Йоркшир — 23 января 2017, Нерсборо, Норт-Йоркшир) — британский актёр и певец, приобретший широкую известность после исполнения роли Рене Артуа в британском ситкоме «Алло, алло!».

## Биография
Горден Кей родился в клинике Королевской принцессы в Хаддерсфилде. Был единственным ребёнком в семье Гарольда Кея и его супруги Грейси, которой на время его рождения было сорок два года. Немолодые родители восприняли появление сына, как маленькое чудо. В детстве для самого Кея их возраст был серьёзным испытанием. По признанию актёра, возвращаясь домой из школы, он всегда переживал, что застанет родителей умершими. Его отец во время Второй мировой войны служил в противовоздушной обороне. В послевоенное время он работал водителем грузовика в транспортной компании и нередко брал с собой сына в рейды. В некоторых источниках говорится о том, что отец актёра также работал инженером.
В три года Кей серьёзно травмировал левый глаз зажжённой сигаретой, оставленной матерью в пепельнице. Ему удалось вернуть около 20% зрения, но с того времени этот глаз всегда косил в сторону.
Начальное образование он получил в Молдгринской окружной школе. С 1952 по 1959 год обучался в средней школе в Алмондбери, где самая высокая успеваемость у него была по французскому языку. Продолжил образование в техническом колледже в Хаддерсфилде. В юношестве входил в команду по регби.
Самостоятельно зарабатывать он начал с шестнадцати лет. До актёрской карьеры некоторое время работал на текстильной фабрике, винодельном и тракторном заводах в Западном Йоркшире. В книге «Рене и я: автобиография», написанной им в соавторстве с Хилари Боннер и изданной в 1989 году, Кей описал себя в юности, как застенчивого, веселого, обычного молодого человека.
По признанию актёра то, что он является гомосексуалом ему стало понятно ещё в раннем возрасте, но только в двадцать два года Кей согласился с этим открытием и разорвал помолвку с девушкой. Всю жизнь он боролся за сохранение долгосрочных отношений и страдал от одиночества. Считал себя некрасивым из-за косоглазия и склонности к полноте. По признанию актёра, в его жизни ему трижды довелось испытать настоящее чувство, что на два раза больше, чем может быть. Мать узнала о сексуальной ориентации сына и приняла всё так, как есть. Она попросила его не говорить об этом отцу, опасаясь, что тому это причинит душевную травму. Кей не сказал. Необходимость скрывать свою гомосексуальность доводила его до состояния отчаяния. Длительное время Кей думал, что если, кто-то узнает об этом, то он покончит жизнь самоубийством.
25 января 1990 года актёр серьёзно травмировал голову, попав в автомобильную катастрофу на дороге в Хаунслоу во время урагана Бёрнс. Лобовое стекло его автомобиля пробил деревянный рекламный щит, часть которого, размером более двадцати семи сантиметров, пронзила ему череп. От этой раны у него на лбу остался шрам. Он чудом выжил. Сам Кей не помнил подробностей происшествия. Ему была сделана серьёзная операция на головном мозге. Во время пребывания в больнице, актёр, без его на то согласия, был сфотографирован фоторепортёрами. Снимки опубликовал таблоид «Sunday Sport». Кей подал на издание в апелляционный суд. Процесс получил название «Кей против Робертсона» и стал одним из первых в английской судебной системе, на котором рассматривалось дело о вторжении в личную жизнь. Последствия от полученной травмы повлияли на характер актёра, сделав его более нервным, и стали причиной развития у Кея деменции в последние два года жизни.
Умер в хосписе в Нерсборо. 17 февраля 2017 года в приходской церкви Хаддерсфилда прошла панихида по актёру, на которой присутствовали его коллеги, снимавшиеся с ним в сериалах «Алло, алло!» и «Улица Коронации» — Вики Мишель, Сью Ходж, Ким Хартман, Кен Морли. Во время поминальной службы в храме был сыгран неофициальный гимн Йоркшира «On Ilkla Moor Baht 'at». В венок на гробе актёра была вложена записка со словами «Покойся с миром в своем любимом Йоркшире».

## Карьера
Среди первых ролей Кея в постановках театрального кружка средней школы самой заметной была роль Генриха V в одноимённой драме Шекспира (1956). По признанию Кея, актёрское ремесло помогало ему сохранять душевное равновесие, подвергавшееся давлению из-за страха перед аутингом. В 1960-х Кей устроился журналистом на больничное радио. В 1963 году ему удалось получить интервью у группы «Битлз». Вскоре после этого Кей вступил в любительскую театральную труппу в Брэдфорде. Он был признан лучшим актёром на фестивале спектаклей по пьесам Айкборна. По совету последнего Кей поступил в профессиональную театральную труппу — театр Октагон в Болтоне, где играл в спектаклях по пьесам «Вишневый сад» Чехова, «Возвращение домой» Пинтера, «Мнимый больной» Мольера, «Лютер» Осборна, «Царь Эдип» Софокла и «Киклоп» Еврипида.
Сценическое имя Горден Кей появилось вследствие ошибки, допущенной во время приёма актёра в Ассоциацию британских актёров. Кей не стал исправлять опечатку.
Его дебютной ролью на телевидении в 1968 году была роль охранника железной дороги в сериале «Чемпион-хаус». До этого в 1965 году он успел сняться в эпизоде в фильме «Вечеринка окончена». В 1969 году, игравшая с ним в пьесе «Маленький Мальком» Холливелла в театре Октагон, актриса Пэт Феникс помогла Кею получить роль Бернарда Батлера, племянника её героини Элси Таннер, в сериале «Улица Коронации». Игра актёра так впечатлила продюсера сериала Дэвида Крофта, что тот снял его ещё в двух своих телевизионных проектах — «Это не половинка горячей мамы» и «Вернитесь, миссис Ной».
В 1978 году Кей сыграл в короткометражной комедии «Гандикап моста Ватерлоо». В следующем году он снялся в фильме «Овсянка», драматическом сериале «Все существа большие и малые» и детективном сериале «Шнурок». В 1981 году Кей сыграл роль Фрэнка Бродхерста в детском драматическом сериале «Кодовое имя Икар». Кей снялся в трёх сериях комедийного сериала «Спасибо за покупку». Затем Дэвид Крофт предложил ему главную роль в сериале «О, банда счастливцев!», но он был занят в других проектах, и его роль досталась Гэрри Уорту.
Параллельно со службой в театре и съёмками в телесериалах, Кей снимался в кино в эпизодических ролях. В 1977 году он в снялся в эпизодической женской роли в чёрной комедии в стиле фэнтези «Бармаглот». В 1985 году режиссёр Терри Гиллиам снял его в своей антиутопии «Бразилия».
В 1984 году Кей сыграл роли доктора Гранта в сериале «Мэнсфилд-парк» и роль Лиможа, эрцгерцога Австрийского в телевизионной постановке «Короля Иоанна» в цикле постановок произведений Уильяма Шекспира на канале BBC. В том же году он гастролировал в составе труппы Королевского национального театра с ролью шута Оселока в комедии Шекспира «Как вам это понравится» и снялся в роли жестокого преступника в эпизоде «Убрать Дейли!» в детективном сериале «Сторожевой пёс».
В 1982 году Дэвид Крофт прислал актёру сценарий пилотного эпизода сериала «Алло. Алло!», предложив ему сыграть главную роль — хозяина кафе Рене Артуа на севере Франции в период оккупации страны нацистами во время Второй мировой войны. Он снялся во всех восьмидесяти четырёх эпизодах сериала. Через два года после пилотного эпизода вышел первый сезон. Сериал снимался с 1984 по 1992 год. За это время были поставлены тысяча двести спектаклей по мотивам телепостановки. В 1986 году Кей был снят в одной из серий документального проекта «Это твоя жизнь», когда рядом с ним в финале сценической версии «Алло. Алло!» в театре Принц Уэльский в Вест-Энде появилась Имонн Эндрюс.
Кей вернулся к роли Рене Артуа в эпизоде «Возвращение „Алло. Алло!”» в 2007 году и в июне—июле того же года в сценическом шоу на сцене театра «Двенадцатая ночь» в Брисбене, вместе с Сью Ходж в роли Мими Лабонк и Гая Синера в роли лейтенанта Грубера. Других персонажей сыграли австралийские актёры, среди которых были Кэти Мэннинг, Стивен Тэнди, Хлоя Даллимор и Джейсон Гэнн.
В 1990 году Кей сыграл роль провинциального телеведущего Мейнарда Лавери в ситкоме «Позднее летнее вино».
В 1993 году он появился в качестве гостя в рождественском особом выпуске телевизионной игры «Семейные удачи». Актёр был капитаном команды игроков. По предложению ведущего шоу Леса Денниса, Кей сыграл в специальном раунде «Двойные большие деньги» и набрал более ста очков, удвоив призовую сумму, которая была направлена на благотворительные цели.